# 布朗斯维克 (佐治亚州)
不伦瑞克（英語：Brunswick）是一個位於美國喬治亞州格林縣的城市。根據2010年美國人口普查，該地人口為15383人，而該地的面積約為65.40平方千米。同時該地也是格林縣的縣治。

## 地理
不伦瑞克的座標為31°08′59″N 81°29′29″W / 31.14972°N 81.49139°W，而該地的平均海拔高度為4米（即14英尺）。